# Walter Ferraz de Negreiros
Walter Ferraz de Negreiros, mais conhecido como Negreiros (Santos, 6 de agosto de 1946), é um ex-futebolista brasileiro que atuava como meia-direita.

## Carreira

### Jogador
Filho de Juvenal Ferraz de Negreiros e Angelina Souza de Negreiros, iniciou sua carreira na várzea santista no Sociedade Esportiva Barreiros, ao lado de seu amigo Clodoaldo. Seu pai Juvenal e o tio Fábio Ferraz de Vasconcelos defenderam o Santos, o primeiro como atacante e o segundo como goleiro, nos anos 30.
Chegou ao Santos para atuar nas divisões de base, indicado pelo diretor alvinegro Augusto da Silva Saraiva ao treinador Ernesto Marques, o mesmo técnico que também levou Clodoaldo para o clube praiano em 1965. Estreou na equipe principal aos 20 anos, em uma partida do Campeonato Brasileiro de 1967, em 3 de maio de 1967, quando o Santos venceu a equipe do Ferroviário/PR pelo placar de 3 a 0. Em seu primeiro ano como profissional, atuou em nove partidas e marcou um gol.
No ano seguinte, 1968, se firmou na equipe e ajudou o Santos a conquistar o Campeonato Paulista e o Brasileiro, a Recopa Sul-Americana e a Recopa Mundial e o Pentagonal de Buenos Aires. Nesse ano jogou 52 partidas e assinalou oito gols.
Em 1969, foi bicampeão paulista. Nessa temporada jogou 51 partidas e marcou três gols.
Em 1970, jogou apenas seis partidas e não marcou nenhum gol.
Foi emprestado ao Grêmio para disputar o Campeonato Gaúcho mas, por ter sentido problemas de adaptação devido ao clima frio do Sul, voltou à Vila Belmiro após o término do campeonato. Fez 27 jogos e 2 gols pelo clube.
Em 1971, submeteu-se a uma delicada operação no joelho direito, só jogando três partidas no ano, sem marcar gols, repetindo esses números em 1972. Sua última apresentação no time santista foi no dia 15 de janeiro de 1972, em jogo amistoso diante do Palmeiras no Parque Antártica. Atuou no período de 1967 a 1972, jogando 124 partidas e marcando 12 gols.
Foi negociado com o Coritiba, onde se tornou um dos grandes ídolos da torcida do “Coxa Branca”. Sua primeira passagem pelo Coritiba foi em 1971, por empréstimo, e, em 1973, teve seu passe adquirido pelo clube. Pela equipe do Coxa, Negreiros conquistou os campeonatos estaduais de 1971, 72 e 73 e 1974, além da Fita Azul em 1972 e o Torneio do Povo em 1973. Sua passagem vitoriosa no futebol paranaense se encerrou em 1974.
Em seguida jogou pelo Comercial de Campo Grande/MS, onde se despediu do futebol profissional aos 28 anos.

### Fora dos campos
Comandou também o time do Boa Vista, de São João da Boa Vista e foi o Coordenador de Futebol do Londrina em 2007.
No ano posterior voltou a dirigir a equipe do Roma, pela qual disputou a Série C do Campeonato Brasileiro.
Foi campeão do primeiro Campeonato Nacional de Showbol disputado no Guarujá.
O ex-atleta, na atualidade, é comentarista esportivo na TV COM, em Santos.

## Conquistas

### Como Jogador
Santos
- Recopa dos Campeões Intercontinentais: 1968
- Supercopa Sulamericana dos Campeões Intercontinentais: 1968
- Campeonato Brasileiro

: 1968
- Campeonato Paulista: 1968 e 1969[5]

Coritiba
- Campeonato Paranaense: 1971, 1972, 1973 e 1974[9][14]
- Torneio do Povo: 1973[10]

### Como Treinador
Barueri
- Copa São Paulo de Futebol Júnior: 2001[15]